# Einwerfen

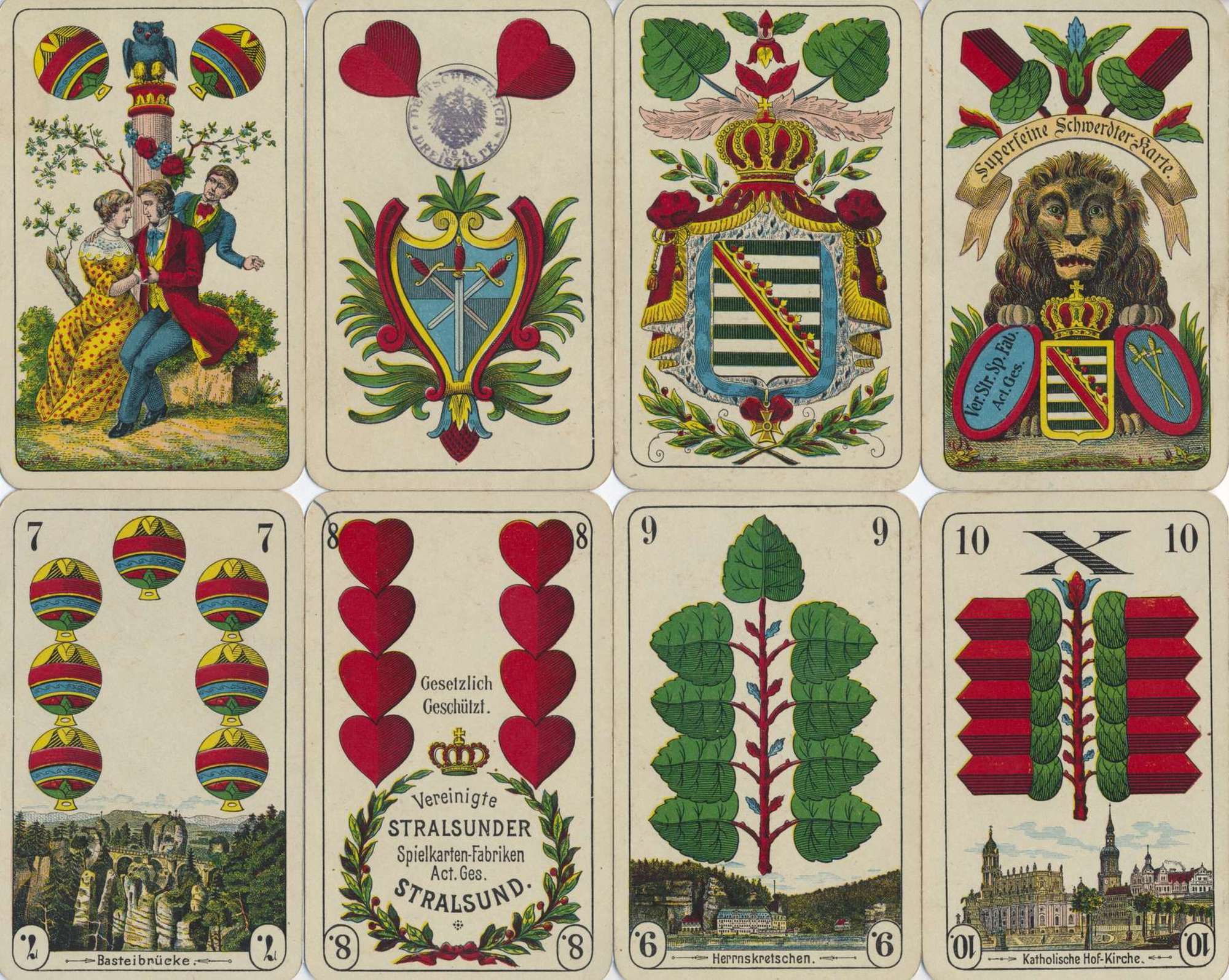
Deutsche Karten (sächsisches Bild)

Einwerfen oder Zählspiel ist ein deutsches Augenstichspiel, das unter vier Personen mit einer deutschen Karte gespielt wird, welche auf zwei Parteien verteilt sind. Es wird mit einem deutschen Blatt von 32 Karten gespielt. Sein nächster Verwandter ist das beliebte portugiesische Spiel Sueca. Dieses Spiel ist vielleicht der einfachste und typischste Vertreter der Ass-Zehn-Kartenspiele und wurde erstmals 1811 beschrieben, könnte aber erheblich älter sein.

## Name
Das Spiel heißt Zählspiel, weil die fünf höchsten Blätter in jeder Farbe nach ihrem Wert, nicht aber die Stiche gezählt werden. Die höchste Anzahl Augen gewinnt. Einwerfen wird das Spiel genannt, weil man seinem Mitspieler die möglichst große Anzahl Augen zuzugeben (einzuwerfen) sucht.
Diese beiden Aspekte des Spiels waren alles andere als neu, als es 1811 erstmals erwähnt wurde. Aus diesem Grund und weil Zehner in dem Spiel immer noch niedrig sind, spekuliert der Kartenspielforscher David Parlett, dass es viel älter ist.
Der Name des verwandten portugiesischen Spiels Sueca bedeutet „Schwedin (Frau)“.

## Grundregeln
| Rang | A  | K | O/D | U/B | 10 | 9 | 8 | 7 |
| ---- | -- | - | --- | --- | -- | - | - | - |
| Wert | 11 | 4 | 3   | 2   | 10 | – | – | – |

Wer durchs Los das höchste Blatt zieht, ist „König“, d. h. Vorhand; der Spieler, der die zweithöchste Karte erhält, wird dessen Partner. Die Partner sitzen einander gegenüber. Der Spieler, der die niedrigste Karte zieht, sitzt rechts vom König und wird der erste Kartengeber. Die ganze Tour hindurch bleibt der König auf seinem Platz, die Spieler aber welche rechts und links sitzen, müssen wählen, welcher von ihnen nach der ersten Runde, d. h. nach 16 Spielen seinen Platz mit dem Partner des Königs vertauschen muss. Dieser bekommt nun den Titel „Läufer“, da er nach einer weiteren 16 Spielen ebenfalls wieder weiter gehen muss, damit der Dritte mit dem König spielen kann. Sobald der König mit Jedem 16 Spiele gemacht hat, also insgesamt 48 Spiele, wird ein neuer König gewählt.
Der Ass ist das höchste, die Sieben das niedrigste Blatt. Zehner rangieren zwischen Buben und Neuner. Nach dem Abheben um Trumpf zu bestimmen werden alle Karten gegeben. Jeder bekommt acht Karten, je 2 auf einmal. Es gelten die Standardregeln des Stichspiels wie beim Whist. Jede Karte kann zu einem Stich ausgespielt werden, nachfolgende Spieler müssen, wenn möglich, Farbe bedienen, sonst können sie eine beliebige Karten zugeben. Der Stich wird vom höchsten Trumpf gewonnen, oder, wenn er keine Trümpfe enthält, mit der höchsten Karte der ausgespielten Farbe. Der Gewinner eines Stichs spielt zum nächsten aus.
61–90 Punkte gewinnen das Spiel einfach; ein einzelner Gewinn wird als Lump bezeichnet, 91–119 gewinnen doppelt (matsch) und 120 gewinnen dreifach (Bombe). Bei einem Unentschieden wird das Ergebnis in der Schwebe gehalten und durch das Ergebnis des nächsten Spiels entschieden. Die Trumpffarbe des ersten Spiels ist „couleur favorite“, d. h. jedes nachfolgende Spiel, bei dem zufällig die gleiche Trumpffarbe wie beim ersten Spiel verwendet wird, zählt doppelt für einen „Lump“, 4 für einen „Matsch“ und 6 für eine „Bombe“.